# Nitronatrit
Nitronatrit (englisch Nitratine) ist ein selten vorkommendes Mineral aus der Mineralklasse der „Carbonate und Nitrate“ mit der Zusammensetzung Na[NO3] und damit chemisch gesehen ein Natriumnitrat. Da die Verbindung ein Natriumsalz der Salpetersäure ist, wird das Mineral synonym auch als Natronsalpeter bezeichnet.
Nitronatrit kristallisiert im trigonalen Kristallsystem, entwickelt aber nur selten mit dem bloßen Auge sichtbare Kristalle bis etwa drei Millimeter Größe mit einem glasähnlichen Glanz auf den Oberflächen. Meist findet er sich – vermischt mit anderen Salzen – in Form faseriger oder körniger bis derber Mineral-Aggregate und Stalaktiten.
In reiner Form ist Nitronatrit farblos und durchsichtig. Durch vielfache Lichtbrechung aufgrund von Gitterfehlern oder polykristalliner Ausbildung kann er aber auch durchscheinend weiß sein und durch mechanische Beimengungen von anderen Mineralen eine gelbliche oder bräunliche Farbe annehmen. Seine Strichfarbe ist allerdings immer weiß. Mit einer Mohshärte von 1,5 bis 2 gehört Nitronatrit zu den weichen Mineralen, das sich ähnlich wie das Referenzmineral Gips (Härte 2) mit dem Fingernagel ritzen lässt.

## Etymologie und Geschichte
Eine erste Erwähnung des Minerals, wenn auch ohne konkrete Benennung oder Angabe einer chemischen Formel, findet sich bereits 1823 unter den Beschreibungen der Kristallformen verschiedener synthetischer Salze von Henry James Brooke (1771–1857). Nitronatrit wird hier als rhomboedrisches Prisma im Kapitel Nitrate of Soda beschrieben.
Wilhelm von Haidinger prägte 1845 den bis heute international gültigen Begriff Nitratin für das rhomboedrische Natriumsalz in Anlehnung an dessen Zugehörigkeit zu den Nitraten und Ernst Friedrich Glocker legte schließlich 1847 den bis heute im Deutschen gebräuchlichen Namen Nitronatrit fest, der sich auf die Formelbestandteile Stickstoff (lateinisch Nitrogenium) und Natrium bezieht.
Als Typlokalität gilt die Región de Tarapacá (Region I) in Chile, die zu den bedeutendsten Lagerstätte für Natriumnitrat gehört, weshalb auch das Synonym Chilesalpeter entstand. Ein Aufbewahrungsort für das Typmaterial des Minerals ist bisher nicht bekannt.

## Klassifikation
In der veralteten 8. Auflage der Mineralsystematik nach Strunz gehörte der Nitronatrit zur Mineralklasse der „Nitrate“, wo er gemeinsam mit Nitrammit (2006 diskreditiert) und Nitrokalit in der „Nitronatrit-Gruppe“ mit der Systemnummer Va.01 steht.
In der zuletzt 2018 überarbeiteten Lapis-Systematik nach Stefan Weiß, die formal auf der alten Systematik von Karl Hugo Strunz in der 8. Auflage basiert, erhielt das Mineral die System- und Mineralnummer V/A.01-010. Dies entspricht der Klasse der „Nitrate, Carbonate und Borate“ und dort der Abteilung „Nitrate [NO3]1−“, wo Nitronatrit zusammen mit Gwihabait, Nitrobaryt und Nitrokalit eine unbenannte Gruppe mit der Systemnummer V/A.01 bildet.
Die von der International Mineralogical Association (IMA) zuletzt 2009 aktualisierte 9. Auflage der Strunz’schen Mineralsystematik ordnet den Nitronatrit in die Klasse der „Carbonate und Nitrate“ und dort in die Abteilung „Nitrate“ ein. Hier ist das Mineral in der Unterabteilung „Ohne OH oder H2O“ zu finden, wo es als einziges Mitglied eine unbenannte Gruppe mit der Systemnummer 5.NA.05 bildet.
In der vorwiegend im englischen Sprachraum gebräuchlichen Systematik der Minerale nach Dana hat Nitronatrit die System- und Mineralnummer 18.01.01.01. Das entspricht der Klasse der „Carbonate, Nitrate und Borate“ und dort der Abteilung „Einfache Nitrate“. Hier findet er sich innerhalb der Unterabteilung „Einfache Nitrate mit A xNO3 • x(H2O), x kann gleich Null sein“ als einziges Mitglied in einer unbenannten Gruppe mit der Systemnummer 18.01.01.

## Kristallstruktur
Nitronatrit kristallisiert trigonal in der Raumgruppe R3c (Raumgruppen-Nr. 167) mit den Gitterparametern a = 5,07 Å und c = 16,82 Å sowie 6 Formeleinheiten pro Elementarzelle.

## Eigenschaften
Nitronatrit ist leicht wasserlöslich und bei mehr als 80 % Luftfeuchtigkeit zerfließt er. Sein Geschmack wird als bitter, scharf und kühlend beschrieben.

## Bildung und Fundorte
Nitronatrit bildet sich überwiegend als Verdunstungsprodukt unter ariden Klimabedingungen wie beispielsweise in ausgetrockneten Salzseen oder durch Grundwasser-Auswaschungen. Er kann aber auch in abgelagertem Vogelkot (Guano) entstehen, dessen organische Anteile verwittert sind. Als Begleitminerale können unter anderem Epsomit, Gips, Halit, Mirabilit, Nitrocalcit und Nitrokalit auftreten.
Als seltene Mineralbildung ist Nitronatrit nur von wenigen Fundorten bzw. in geringer Stückzahl bekannt, wobei weltweit bisher knapp 100 Fundstätten dokumentiert sind (Stand: 2021). An seiner Typlokalität in der Región de Tarapacá trat das Mineral in mehreren Nitraterz- bzw. Guano-Lagerstätten der Provinzen Iquique und Tamarugal auf. Daneben fand sich Nitronatrit in Chile noch an mehreren Orten in der Región de Antofagasta sowie im Steinbruch „Rio de la Sal“ bei Caballo Muerto in der Región de Atacama.
Der bisher einzige bekannte Fundort in Deutschland ist der inzwischen verlassene Steinbruch Hasenberg bei Üdersdorf in der Vulkaneifel, Rheinland-Pfalz, wo das Mineral in farblosen, wurmförmigen Aggregaten auftrat.
Weitere Fundorte liegen unter anderem auf der Bahamas-Insel San Salvador, im Autonomen Gebiet Xinjiang in China, in den italienischen Gemeinden Berceto (Emilia-Romagna), Molfetta (Apulien) und Campagnano di Roma (Latium), bei Utsunomiya auf der japanischen Insel Honshū, am Salzsee „North Ingebright“ in der kanadischen Saskatchewan, im Cernatal in Rumänien, im Valle de Carranza in der baskischen Provinz Bizkaia in Spanien, bei Děčín in Tschechien, am Katwe-Krater nahe Kasese in Uganda, auf der ukrainischen Halbinsel Krim und an vielen Orten in verschiedenen Bundesstaaten der USA.
Als bisher einzige außerirdische Mineralbildung von Nitronatrit ist der Meteorit D’Orbigny bekannt, ein im Juli 1979 nahe dem gleichnamigen Ort in der argentinischen Provinz Buenos Aires gefundener Meteorit aus der Klasse der Angrite. In dessen Poren wurde neben unterschiedlichen Mengen des Minerals auch natürliches ultrabasisches Glas entdeckt.

## Verwendung
Chilesalpeter war der wichtigste anorganische Stickstoffdünger, bis es Anfang des 20. Jahrhunderts gelang, mithilfe des Haber-Bosch-Verfahrens synthetische stickstoffhaltige Düngemittel in großen Mengen herzustellen.